# Château de l'Ébaupinay
Le château de l'Ébaupinay (ou Ébaupinaye) est un ancien château féodal situé à Le Breuil-sous-Argenton, commune d'Argentonnay, dans les Deux-Sèvres.

## Historique
Il a été construit entre le XIVe  et le  XVe siècle. À la fin du XVe siècle, le seigneur de Vendel est propriétaire du château et de son domaine. La bâtisse aurait été ravagée par un incendie déclenché en janvier 1794 par la colonne de Grignon ; cependant au vu du manque d'éléments factuels (écrits ou même traces physiques de cet événement) il pourrait s'agir d'une légende liée à la proximité géographique d'une bataille au cours de laquelle un autre château de la région a effectivement été incendié.
Selon Stéphane Berhault, architecte du patrimoine (Agence Aedificio), tout comme d’autres châteaux de la région, par exemple le château de Glénay, le château de l’Ébaupinay a été tout simplement démantelé. Ce démantèlement a vu la suppression des éléments de charpente de la toiture et des planchers au profit de la récupération des matériaux ; certaines constructions dans les environs ont été largement bénéficiaires de ce genre « d’emprunts ». On retrouve encore au dernier étage les anciens enduits intérieurs, preuve de l’incompatibilité avec la thèse de l’incendie.
Le château est classé Monument historique en 1898. À la fin des années 2010, la famille Corbière, propriétaire depuis le XIXe siècle, lutte pour sauver l’Ébaupinay et ses cinq hectares de terres, puis met en vente ce domaine. L'achat du château et le projet de sa restauration font l'objet d’une campagne de financement participatif par Dartagnans,, en 2019.
En 2024, le château est remis en vente à moins de 650 000 € lésant les 11 000 contributeurs de 1 200 000 € . Il est acquis en 2025 par un propriétaire privé qui souhaite lui trouver une nouvelle vocation pour continuer à le faire vivre.

## Architecture
Le château, de la fin du Moyen Âge, est de style gothique tardif. Son architecture se caractérise par cinq élégantes tours qui flanquent un logis carré dont la toiture était percée de lucarnes à pignon triangulaire, toujours en place. Le tout est surmonté par un chemin de ronde avec mâchicoulis. Au pied du château, du côté nord et du côté est, les douves sont encore remplies d'eau. La cour, avec ses petites tours de garde et son portail (démonté), accueillait les communs du château.